# Ourikéla
Ourikéla è un comune rurale del Mali facente parte del circondario di Yorosso, nella regione di Sikasso.
Il comune è composto da 9 nuclei abitati:
- Besso
- Dionina
- Farakoro
- Ourikéla
- Palasso
- Tiby
- Tioula
- Zéouléna
- Zéréla